# Nanggerang (Cililin)
Nanggerang is een bestuurslaag in het regentschap Bandung Barat van de provincie West-Java, Indonesië. Nanggerang telt 4016 inwoners (volkstelling 2010).